# Атлетика на Летњим олимпијским играма 1908 — бацање кладива за мушкарце
Бацање кладива је била једна од шест бацачких дисциплина на програму атлетских такмичења 1908. у Лондону. Такмичење је одржано 14. јула 1908. на стадиону Вајт Сити. Учествовало је 19 такмичара из 8 земаља.

## Земље учеснице
| - Канада (1) - Данска (1) - Мађарска (1) - Немачко царство (1) |  | - САД (6) - Уједињено Краљевство (6) - Швајцарска (1) - Шведска (2) |

## Рекорди пре почетка такмичења
28. август 1904.
| Најбољи резултат на свету | 53,38 * | Џон Фланаган | САД | Торингтон, САД | 20. јун 1908.    |
| Олимпијски рекорд         | 51,23   | Џон Фланаган | САД | Сент Луис, САД | 29. август 1904. |

- = незванично

## Победници
|                  |                 |                 |
| Џон Фланаган САД | Мет Макграт САД | Кон Волш Канада |

## Нови рекорди после завршетка такмичења
| Олимпијски рекорд | 51,92 | Џон Фланаган | САД | Лондон, Енглеска | 14. јул 1908. |

## Резултати
| Пласман | Атлетичар            | Земља                | Резултат |
| ------- | -------------------- | -------------------- | -------- |
|         | Џон Фланаган         | САД                  | 51,92    |
|         | Мет Макграт          | САД                  | 51,18    |
|         | Кон Волш             | Канада               | 48,51    |
| 4       | Томас Николсон       | Уједињено Краљевство | 48,09    |
| 5       | Ландер Талбот        | САД                  | 47,86    |
| 6       | Маркиз Хор           | САД                  | 46,94    |
| 7       | Simon Gillis         | САД                  | 45,59    |
| 8       | Ерик Леминг          | Шведска              | 43,06    |
| 9       | Алан Фајфи           | Уједињено Краљевство | 37,5     |
| 10-19   | Харалд Агер          | Данска               | Непознат |
| 10-19   | Иштван Мудин         | Мађарска             | Непознат |
| 10-19   | Хенри Лик            | Уједињено Краљевство | Непознат |
| 10-19   | Роберт Линдзи-Вотсон | Уједињено Краљевство | Непознат |
| 10-19   | Ернест Меј           | Уједињено Краљевство | Непознат |
| 10-19   | Џон Мари             | Уједињено Краљевство | Непознат |
| 10-19   | Карл Олсон           | Шведска              | Непознат |
| 10-19   | Бенџамин Шерман      | САД                  | Непознат |
| 10-19   | Лудвиг Утвилер       | Немачко царство      | Непознат |
| 10-19   | Јулиус Вагнер        | Швајцарска           | Непознат |